# 이수경 (1627년)
이수경(李壽慶, 1627년 ~ 1680년)은 조선 후기의 문신이다. 본관은 한산(韓山), 자는 자인(子仁), 호는 만성(晩醒) 또는 소성(笑醒)이다.